# Галичская епархия
Га́личская епа́рхия — историческая епархия Галицкой митрополии Константинопольского Патриархата, одна из древнейших епархий Руси.

## Общие сведения
Учреждена в 1134 году выделением из Владимиро-Волынской епархии с центром в городе Галиче, на Прикарпатье. Галичская епископия была учреждена через 60 лет после возникновения Галичского удельного княжества.
В 1157 году в Галиче при князе Ярославе Осмомысле был возведён кафедральный Успенский собор.
Епископство, из которого известен Артемий, владело огромными землями возле города Галича. После создания в 1303 году Галицкой митрополии, зависимой от Константинопольского патриархата, главой церкви в галицко-волынских землях стал Галицкий митрополит. Помимо Галичской в митрополию вошли епархии в Владимире (Волынском), Перемышле, Угровске (позже в Холме), Луцке и Туровске.
Первым митрополитом Галицким был грек Нифонт. В 1305 году он умер.
В 1390-х годах, после смерти митрополита Антония, польский король Владислав II Ягайло передал Галичскую и Перемышльскую епархии под управление епископу Луцкому и Острожскому Иоанну за что тот заплатил королю 200 гривен. Король послал Иоанна в Константинополь, как кандидата на галицкий митрополичий престол, однако патриарх не утвердил его из-за жалобы митрополита Киевского Киприана. Иван вернулся домой и стал управлять митрополией. Некоторое время патриарх Константинопольский не препятствовал ему, однако позже назначил митрополитом Галицким епископа Вифлеемского Михаила, который, прибыв в Галичину, пытался лишить Ивана права управлять митрополией. В 1401 году Киевский митрополит Киприан наконец добился ликвидации Галицкой митрополии. Преемник непризнанного митрополита Ивана — Савва был низложен в том же году на соборе в Москве.
В 1540 году Киевский митрополит Макарий рукоположил наместника архимандрита Макария Тучапского во епископа с титулом «епископ митрополии Галицкой, владыка Львовский и Каменец-Подольский». Резиденцией епископа стал Львов. В 1569 году епархию возглавил Иоанн (Лопатка-Остоловский), который являлся соперником Гедеону Балабану; он был проведен в епископы по представлению латинского архиепископа Симеона Шломовского; после смерти Иоанна место епископа досталось Гедеону. 
В 1700 году, при митрополите Иосифе Шумлянском епархия приняла унию. Её наследницей является Львовская архиепархия УГКЦ.